# Nycterophilia fairchildi
Nycterophilia fairchildi är en tvåvingeart som beskrevs av Wenzel 1966. Nycterophilia fairchildi ingår i släktet Nycterophilia och familjen lusflugor. Inga underarter finns listade i Catalogue of Life.